# Sesleria robusta
Sesleria robusta ist eine Pflanzenart aus der Gattung der Blaugräser (Sesleria) innerhalb der Familie der Süßgräser (Poaceae).

## Beschreibung

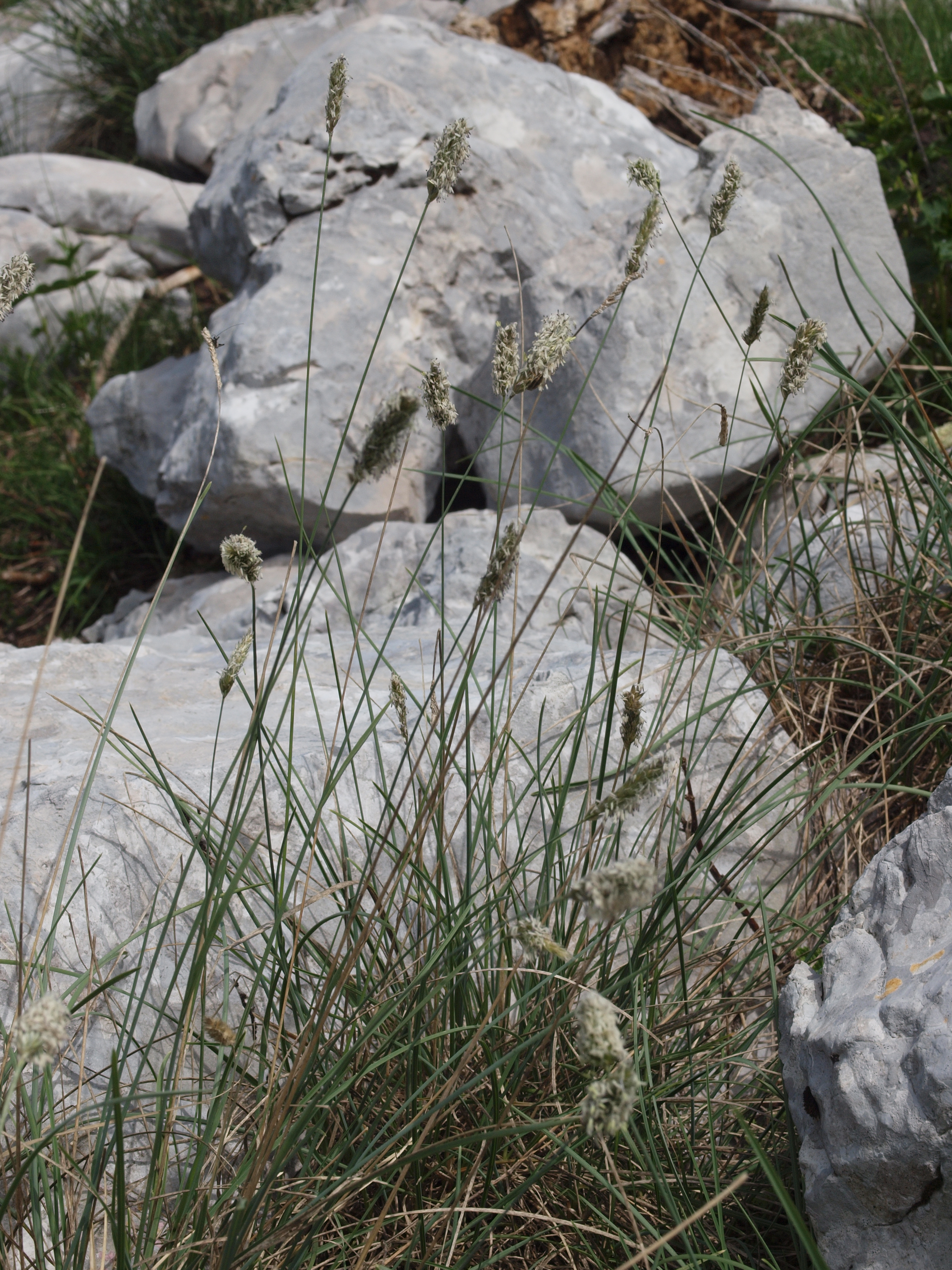
Habitus im Habitat

### Vegetative Merkmale
Sesleria robusta ist eine ausdauernde krautige Pflanze. Sie bildet mit einem deutlichen „Wurzelstock“ einen Horst. Die Verzweigung erfolgt extravaginal und intravaginal. Die aufrechten Halme weisen eine Länge von 20 bis 60 Zentimeter bei Durchmessern von etwa 2 Millimetern auf und sind unverzweigt.
Die Blattscheide bildet großteils eine Röhre und ist kahl. Das Blatthäutchen (Ligula) ist 0,5 Millimeter lang und häutig. Die Blattspreite ist flach oder gefaltet, 20 bis 40 Zentimeter lang und 3 bis 4,5 Millimeter breit. Die Spreite ist leicht behaart. Der Spreitenspitze ist spitz oder zugespitzt.

### Generative Merkmale
Der ährige Blütenstand ist bei einer Länge von 3 bis 5,5 Zentimetern sowie einem Durchmesser von 0,7 bis 0,9 Zentimetern länglich. Der Blütenstandsschaft trägt an der Spitze einen spelzenförmigen Anhang, der als steriles Ährchen gedeutet wird. Es gibt sterile und fertile Ährchen. Die fertilen Ährchen enthalten drei fertile Blüten. Die Ährchen sind bei einer Länge von 5 bis 6 Millimetern länglich und seitlich zusammengedrückt. Bei der Reife brechen sie ab. Die Spelzen sind ausdauernd, einander ähnlich und reichen bis zur Spitze der Ährchen. Die zwittrigen Blüten enthalten drei Staubblätter und einen Fruchtknoten mit zwei Narben.
Die Frucht ist eine Karyopse mit anliegendem Perikarp, das Hilum ist elliptisch.

### Chromosomenzahl
Die Chromosomenzahl beträgt 2n = 28 oder 42.

## Vorkommen
Sesleria robusta hat Vorkommen in Kroatien, Montenegro, Albanien, Griechenland und Bulgarien. Es wächst auch in den altimediterranen Gebieten der Dinariden in Südosteuropa. Hier besiedelt es die oberen Felspartien wie im Orjen und Teilen des zentralen Prokletije.

## Systematik
Die Erstbeschreibung von Sesleria robusta erfolgte 1854 durch Heinrich Wilhelm Schott, Carl Fredrik Nyman und Karl Georg Theodor Kotschy. Synonyme sind für Sesleria robusta Schott, Nyman & Kotschy sind Sesleria elongata subsp. robusta Schott, Nyman & Kotschy sowie Sesleria nitida auct. balcan. non Ten.
Je nach Autor gibt es etwa zwei Unterarten:
- Sesleria robusta Schott, Nyman & Kotschy subsp. robusta
- Sesleria robusta subsp. skanderbeggii (Ujhelyi) Deyl: Sie kommt in Kroatien und in Albanien vor.[2]